# Botanophila ringdahli
Botanophila ringdahli este o specie de muște din genul Botanophila, familia Anthomyiidae. A fost descrisă pentru prima dată de Drew în anul 1963. Conform Catalogue of Life specia Botanophila ringdahli nu are subspecii cunoscute.